# Zorzor
Zorzor ist eine Stadt und ein Verwaltungsunterzentrum des Lofa County im Norden Liberias. Sie liegt an einem Zufluss des Saint Paul River an der Grenze zu Guinea. Die Einwohnerzahl der Stadt betrug laut Volkszählung von 2008 5131 Einwohner.
In der Umgebung des Ortes befinden sich seit dem Bürgerkrieg mehrere bedeutende Flüchtlingslager, auch jenseits der Grenze auf dem Staatsgebiet Guineas leben noch tausende Liberianer als Flüchtlinge.
Die Region wird vor allem landwirtschaftlich genutzt. Im Januar 2009 war die Region von der Liberian Armyworm Plague, einer Massenvermehrung von Raupen, stark betroffen, die liberianische Regierung musste deshalb erstmals den Nationalen Notstand ausrufen. Ein relativ intaktes Straßennetz ist durch den Einsatz der nach dem Bürgerkrieg in Liberia stationierten Blauhelmsoldaten entstanden, auch wurde die technische Infrastruktur neu errichtet. Ein Verwaltungszentrum, Schulen und das Curan Hospital sind vorhanden.